# Blues (musikalbum)
Blues är ett samlingsalbum av Bob Dylan, släppt den 8 augusti 2006 och distribuerat exklusivt av Barnes & Noble.

## Låtlista
Låtarna skrivna av Bob Dylan.
1. "She Belongs to Me"
2. "Leopard-Skin Pill-Box Hat"
3. "It Takes a Lot to Laugh, It Takes a Train to Cry" (från The Bootleg Series Volumes 1-3 (Rare & Unreleased) 1961-1991)
4. "Down in the Flood" (från Bob Dylan's Greatest Hits, Vol. 2)
5. "Meet Me in the Morning"
6. "Gotta Serve Somebody"
7. "Groom's Still Waiting at the Altar"
8. "Seeing the Real You at Last"
9. "Everything Is Broken"
10. "Dirt Road Blues"
11. "High Water (For Charley Patton)"
12. "Blind Willie McTell"